# 그란마 (신문)

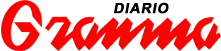
로고

《그란마》(스페인어: Granma)는 쿠바 공산당 중앙위원회에서 발행하는 기관지이다. 신문의 이름은 1956년 쿠바 혁명 당시에 피델 카스트로가 다른 81명의 혁명군과 함께 쿠바에 상륙하는데 사용된 요트 그란마 호에서 유래하였다.

## 개요
1965년에 여러 신문을 합병하여 창간되었다. 주요 목적은 홍보, 혁명과 원칙의 선전으로, 쿠바 공산당의 방침에 충실하다. 1997년, 신문의 발행 부수는 약 675,000부로 추정되었다.
아르헨티나, 브라질, 캐나다에서도 출판되어 현재는 60개국 이상에 달하고 있다. 영어, 스페인어, 프랑스어, 독일어, 이탈리아어, 터키어, 포르투갈어로 발행되는 주간 국제 버전은 해외에서도 발행되고 있다.
1996년 8월 쿠바의 첫 번째 인터넷 신문 사이트가 개설되었다. 통상 판은 일요일을 제외한 주 6일 발행되며 기본적으로 8페이지이다.